# David R. Ellis
David Richard Ellis (ur. 8 września 1952 w Santa Monica, w stanie Kalifornia, zm. 7 stycznia 2013 w Johannesburgu) – amerykański reżyser, kaskader.
Wcześnie wkroczył na arenę kina światowego i już w 1975 roku zagrał jedną z ról w filmie The Strongest Man in the World z Kurtem Russellem w roli głównej. Od tamtej pory zaczął dostawać pracę w filmach jako aktor, lecz również jako kaskader. Początkowo asystował przy reżyserowaniu filmów, aż w roku 1996 roku zadebiutował filmem Daleko od domu 2: Zagubieni w San Francisco jako światowej sławy reżyser. Dzięki osiągniętemu dużemu zyskowi z filmu, David R. Ellis zrezygnował z występowania w filmach jako kaskader. Pracował on przy takich filmach jak Matrix: Reaktywacja, Matrix: Rewolucje i Harry Potter i kamień filozoficzny.

## Filmografia

### Reżyser
- Daleko od domu 2: Zagubieni w San Francisco (Homeward Bound II: Lost in San Francisco, 1996)
- Oszukać przeznaczenie 2 (Final Destination 2, 2003)
- Komórka (Cellular, 2004)
- Węże w samolocie (Snakes on a Plane, 2006)
- Shakers (2006)
- Obłęd (2008)
- Oszukać przeznaczenie 4 (The Final Destination, 2009)
- Noc rekinów 3D (Shark Night 3D, 2011)

### Aktor
- Wonder Woman (1976–1979)
- Nocna bestia (Nightbeast, 1982)
- Rocky III (1982)
- Paradise (1988–1990)
- Ślepa furia (Blind Fury 1989)
- Bits and Pieces: Bringing Death to Life (2003)
- Snakes on a Set: Behind the Scenes (2006)
- Meet the Reptiles (2006)
- The Snake Pit: On the Set of Snakes on a Plane (2006)
- Pure Venom: The Making of Snakes on a Plane (2006)